# Олів'є Гурме
Олів'є́ Гурме́ (фр. Olivier Gourmet; нар. 22 липня 1963, Намюр, Бельгія) — бельгійський валлонський театральний діяч та кіноактор.

## Біографія
Олів'є Гурме народився у бельгійському місті Намюр. Його батько торгував худобою, мати була хазяйкою невеликого готелю. Після навчання у Льєжській консерваторії, деякий час Гурме коливався, вибираючи між театром і спортивною журналістикою. Врешті-решт, вибір було зроблено на користь театру. Він став вільним слухачем знаменитої акторської школи Cours Florent, потім перейшов у школу «Д'Амандь», де його наставником був Патріс Шеро, а на початку 1980-х уперше вийшов на театральну сцену.
Кінодебют Олів'є Гурме, на той час успішного театрального актора, відбувся лише в 1996 році: він знявся у фільмі своїх співвітчизників братів Дарденнів «Обіцянка». У 1999 році актор з'явився в драмі Дарденнів «Розетта», а в 2002-му зіграв головну роль в їхньому ж фільмі «Син», номінованому на «Золоту пальмову гілку» Каннського кінофестивалю; актор отримав там Приз за найкращу чоловічу роль у цьому фільмі.
Олів'є Гурме став з'являтися у фільмах французьких режисерів за кілька років до прем'єри «Сина». Так, у 2000 році він знявся в комедії Жана-П'єрі Сінапі «Національна сьома», а у 2001-му — в кримінальному трилері Жака Одіара «Читай по губах». Проте приз, отриманий в Каннах, зробив його по-справжньому затребуваним у Франції. Актор брав участь як в авторських проектах («Прощай» Арно де Пальєра, «Міст мистецтв» Ежена Гріна), так і в популярних фільмах («Таємниця жовтої кімнати», «Орфографічні помилки», «Тигрові загони»). У 2005 році він зіграв жорстокого і безкомпромісного бізнесмена в трилері «Гільйотина», у 2006-му виконав головну роль у військовій драмі «Мій полковник», а в 2007-му з'явився в пригодницькому фільмі «Помста бідняка» в ролі священика. У 2006 році партнеркою Гурме стала Наталі Бай («Мій син для мене»), у 2008-му він знявся в дебютному фільмі Урсули Меєр «Дім» разом з Ізабель Юппер.

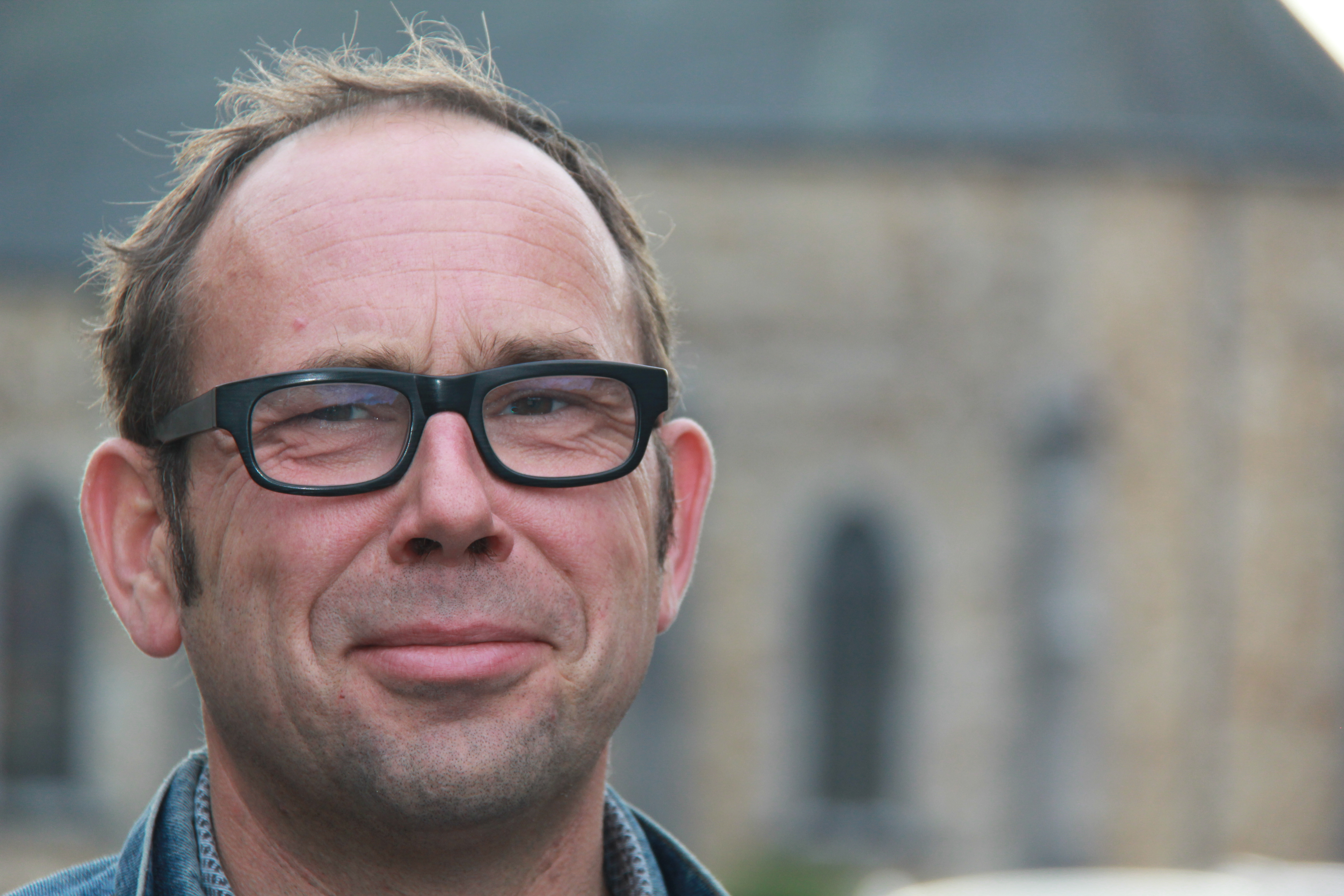
Олів'є Гурме, 2012

У 2008 року Гурме взяв участь у біографічній драмі «Колюш, історія одного хлопця», кримінальному бойовику «Тисни на газ» і новому фільмі братів Дарденнів «Мовчання Лорны».
У 2009 році актор знявся у таких фільмах, як «Одного разу у Версалі» Бруно Подалідеса, «Ангел на морі» Фредеріка Дюмона і «Для сина» Алекса де Метра. У 2010 році актор з'явився у трилері Крістофа Бланка «Білий як сніг», а в 2011-му — в комедії Дені Буна «Митниця дає добро», де його партнером став інший відомий бельгієць — Бенуа Пульворд. У тому ж році зіграв роль міністра Бертрана Сен-Жана у фільмі П'єра Шоллера «Управління державою», за яку був номінований на премію «Сезар» як найкращий актор та отримав бельгійську національну кінопремію «Магрітт» в аналогічній категорії.
У 2016 році на екрани вийшов історично-біографічний Рошді Зема «Шоколад» про першого французького темношкірого клоуна, де Олів'є Гурме зіграв одну з головних ролей.

## Фільмографія
Загалом за час своєї акторської кар'єри Олів'є Гурме знявся у понад 100 кіно-, телефільмах та серіалах.
| Рік       |    | Українська назва                       | Оригінальна назва                       | Роль                         |
| --------- | -- | -------------------------------------- | --------------------------------------- | ---------------------------- |
| 1991—2005 | с  | Мегре                                  | Maigret                                 | інспектор Філібер            |
| 1996      | ф  | День восьмий                           | Le huitième jour                        | чоловік в ресторані          |
| 1996      | ф  | Обіцянка                               | La promesse                             | Роже                         |
| 1998      | ф  | Ті, хто мене любить, поїдуть потягом   | Ceux qui m'aiment prendront le train    | Бернар                       |
| 1998      | ф  | Маскарад                               | Le bal masqué                           | прокурор                     |
| 1998      | ф  | Гімн шпані                             | Cantique de la racaille                 | покупець у крамниці          |
| 1998      | ф  | Я жива, і я люблю вас                  | Je suis vivante et je vous aime         | Етьєн                        |
| 1998      | ф  | Можливо                                | Peut-être                               | Жан-Клод                     |
| 1998      | тф | Папа піднявся в небо                   | Papa est monté au ciel                  | П'єро                        |
| 1999      | ф  | Надя і гіпопотами                      | Nadia et les hippopotames               | Андре                        |
| 1999      | ф  | Розетта                                | Rosetta                                 | Бос                          |
| 1999      | ф  | Подорож у Париж                        | Le voyage à Paris                       | Тарзан                       |
| 2000      | ф  | Тореадори                              | Toreros                                 | Педро                        |
| 2000      | ф  | Національна сьома                      | Nationale 7                             | Рене                         |
| 2000      | тф | Затримай ніч                           | Retiens la nuit                         | Андре                        |
| 2000      | ф  | Врятуй мене                            | Sauve-moi                               | Кастельді                    |
| 2000      | ф  | Принцеси                               | Princesses                              | ллопець у барі в Брюсселі    |
| 2000      | ф  | Давня історія                          | De l'histoire ancienne                  | Фаб'єн                       |
| 2001      | ф  | Божевільний день середа                | Mercredi, folle journée!                | Дені Пеллотьє                |
| 2001      | кф | Маленька сестричка                     | Petite soeur                            | батько                       |
| 2001      | ф  | Молоко людської ніжності               | Le lait de la tendresse humaine         | доктор Жерар Кафареллі       |
| 2001      | ф  | Читай по губах                         | Sur mes lèvres                          | Маршан                       |
| 2002      | ф  | Пропуск                                | Laissez-passer                          | Роже Рішебі                  |
| 2002      | ф  | Момент щастя                           | Un moment de bonheur                    | батько                       |
| 2002      | ф  | Син                                    | Le fils                                 | Олів'є                       |
| 2002      | ф  | Шкура ангела                           | Peau d'ange                             | містер Фавр                  |
| 2002      | ф  | Частина неба                           | Une part du ciel                        | адвокат Джоани               |
| 2002      | ф  | Час вовків                             | Le temps du loup                        | Козловський                  |
| 2003      | ф  | Таємниця жовтої кімнати                | Le mystère de la chambre jaune          | Робер Дарзак                 |
| 2003      | ф  | Де мадам Катерина?                     | Les mans buides                         | Ерік                         |
| 2003      | ф  | Прощавай                               | Adieu                                   | Франсуа                      |
| 2004      | ф  | Божевільне затишшя                     | Folle embellie                          | хірург                       |
| 2004      | ф  | Кругом одні вбивці                     | Pour le plaisir                         | військовик                   |
| 2004      | ф  | Коли на морі приплив                   | Quand la mer monte...                   | поліцейський                 |
| 2004      | ф  | Орфографічні помилки                   | Les fautes d'orthographe                | П'єр Массу, директор коледжу |
| 2004      | ф  | Міст мистецтв                          | Le pont des Arts                        | Жан-Астольф Меревіль         |
| 2004      | ф  | Ніж гільйотини                         | Le couperet                             | Раймон Машфер                |
| 2005      | ф  | Дволикість                             | Trouble                                 | батько                       |
| 2005      | ф  | Маленька обитель                       | La petite Chartreuse                    | Етьєн Воллар                 |
| 2005      | ф  | Дитина                                 | L'enfant                                | поліцейський у цивільному    |
| 2005      | ф  | Парфуми дами в чорному                 | Le parfum de la dame en noir            | Робер Дарзак                 |
| 2005      | ф  | При усій моїй до вас повазі            | Sauf le respect que je vous dois        | Франсуа Дурью                |
| 2005      | ф  | Звичайна людина                        | Ordinary Man                            | кюре                         |
| 2005      | ф  | Помста бідняка                         | Jacquou le croquant                     | кюре Бональ                  |
| 2006      | ф  | Тигрові загони                         | Les brigades du Tigre                   | інспектор Террассон          |
| 2006      | ф  | Конгорама                              | Congorama                               | Мішель Рой                   |
| 2006      | ф  | Мій полковник                          | Mon colonel                             | полковник Рауль Дюплан       |
| 2006      | ф  | Мій син для мене                       | Mon fils à moi                          | батько                       |
| 2007      | тф | Квітневий жарт                         | Poison d'avril                          | Шарль                        |
| 2007      | ф  | Насіння смерті                         | Pars vite et reviens tard               | Джос ле Ґерн                 |
| 2007      | ф  | Мадонни                                | Madonnen                                |                              |
| 2007      | ф  | Ковбой                                 | Cow-Boy                                 | грає себе самого             |
| 2007      | ф  | Приховане кохання                      | L'amore nascosto                        | Морріс                       |
| 2007      | тф | Справа Бен Барка                       | L'affaire Ben Barka                     | Лопез                        |
| 2007      | тф | Вільний кандидат                       | Candidat libre                          | Бертран                      |
| 2008      | ф  | Дім                                    | Home                                    | Мішель                       |
| 2008      | ф  | Мовчання Лорни                         | Le silence de Lorna                     | інспектор                    |
| 2008      | ф  | Ворог держави № 1                      | L'instinct de mort                      | комісар Броссар              |
| 2008      | ф  | Тисни на газ                           | Go Fast                                 | Жан-До Паолі                 |
| 2008      | ф  | Колюш, історія одного хлопця           | Coluche: l'histoire d'un mec            | Жак Бетругер, імпресаріо     |
| 2008      | ф  | Ворог держави № 1: Легенда             | L'ennemi public n°1                     | комісар Броссар              |
| 2008      | с  | Стенфорти, власники ячменю             | Les Steenfort, maîtres de l'orge        |                              |
| 2009      | ф  | Для сина                               | Pour un fils                            | Омер                         |
| 2009      | ф  | Альтіплано                             | Altiplano                               | Макс                         |
| 2009      | ф  | Одного разу у Версалі                  | Bancs publics (Versailles rive droite)  | Моріс Бежеар                 |
| 2009      | ф  | Ангел на морі                          | Un ange à la mer                        | батько                       |
| 2009      | ф  | Чорна Венера                           | Vénus noire                             | Réaux                        |
| 2009      | ф  | Роман моєї дружини                     | Le roman de ma femme                    | Шолле                        |
| 2010      | ф  | Білий як сніг                          | Blanc comme neige                       | Грегуар                      |
| 2010      | ф  | Роберт Мітчем мертвий                  | Robert Mitchum est mort                 | Арсен                        |
| 2010      | ф  | Митниця дає добро                      | Rien à déclarer                         | священик Шімей               |
| 2011      | ф  | Самозахист                             | Légitime défense                        | Море                         |
| 2011      | ф  | Хлопчик з велосипедом                  | Le Gamin au vélo                        | власник бару                 |
| 2011      | ф  | Управління державою                    | L'exercice de l'État                    | Бертран Сен-Жан              |
| 2012      | ф  | Президент Ено                          | Hénaut président                        | Т'єррі Джованні              |
| 2012      | ф  | Спостерігач                            | Le guetteur                             | Френк                        |
| 2012      | ф  | Світ належить нам                      | Le monde nous appartient                | Фредді                       |
| 2013      | тф | Аноніми                                | Les anonymes                            | Ле Бріс                      |
| 2013      | ф  | Ніжність                               | La tendresse                            | Франс                        |
| 2013      | ф  | Гранд Централ. Атомне кохання          | Grand Central                           | Жиль                         |
| 2013      | ф  | Віолетт                                | Violette                                | Жак Гуерін                   |
| 2013      | ф  | Марш                                   | La marche                               | Дюбуа                        |
| 2014      | ф  | Два дні, одна ніч                      | Deux jours, une nuit                    | Жан-Марк                     |
| 2014      | ф  | Справа СК1                             | L'affaire SK1                           | Бужон                        |
| 2014      | ф  | Ґрунтовий корт                         | Terre battue                            | Жером                        |
| 2014      | ф  | Час визнань                            | Le temps des aveux                      | Марсак                       |
| 2014      | ф  | Мадам Боварі                           | Madame Bovary                           | мосьє Руо                    |
| 2015      | ф  | Ніколи в житті                         | Jamais de la vie                        | Франк                        |
| 2015      | ф  | Авріл і підробний світ                 | Avril et le monde truqué                | Поль / озвучування           |
| 2015      | ф  | Запах мандарина                        | L'odeur de la mandarine                 | Шарль                        |
| 2015      | ф  | У травні роби все, що тобі подобається | En mai, fais ce qu'il te plaît          | Поль                         |
| 2016      | ф  | Шоколад                                | Chocolat                                | Оллер                        |
| 2016      | ф  | Незнайомка                             | La fille inconnue                       |                              |
| 2016      | ф  | Вверх по річці                         | En amont du fleuve                      |                              |
| 2016      | ф  | Друг (Франциск Ассізький і його брати) | L'ami (François d'Assise et ses frères) |                              |
| 2017      | ф  | Молодий Карл Маркс                     | Le jeune Karl Marx                      | П'єр Жозеф Прудон            |
| 2017      | ф  | Поцілунок Беатріс                      | Sage Femme                              | Поль                         |
| 2017      | ф  | Обмін принцесами                       | L'Échange des princesses                | Філіпп Орлеанський           |
| 2017      | ф  | Убивці                                 | Tueurs                                  | Франк Валькен                |
| 2018      | ф  | Один король — одна Франція             | Un peuple et son roi                    | Дядько                       |

## Визнання

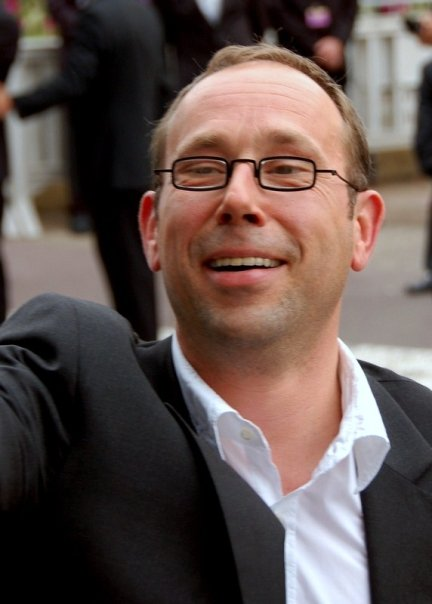
На Каннському кінофестивалі, 2008

| Рік                                                     | Категорія                                                | Фільм                         | Результат |
| ------------------------------------------------------- | -------------------------------------------------------- | ----------------------------- | --------- |
| Міжнародний кінофестиваль франкомовних фільмів у Намюрі |                                                          |                               |           |
| 1996                                                    | Золотий Байярд за найкращу чоловічу роль                 | Обіцянка                      | Перемога  |
| Премія Жозефа Плато                                     |                                                          |                               |           |
| 2000                                                    | Найкращий бельгійський актор                             | Розетта Подорож у Париж       | Номінація |
| 2003                                                    | Найкращий бельгійський актор                             | Син Частина неба              | Перемога  |
| Каннський міжнародний кінофестиваль                     |                                                          |                               |           |
| 2002                                                    | Найкращий актор                                          | Син                           | Перемога  |
| Приз Європейської кіноакадемії                          |                                                          |                               |           |
| 2002                                                    | Найкращий європейський актор                             | Син                           | Номінація |
| 2002                                                    | Приз глядацький симпатій найкращому європейському актору | Син                           | Номінація |
| Тегеранський кінофестиваль                              |                                                          |                               |           |
| 2003                                                    | Кришталевий Сімург найкращому актору                     | Син                           | Перемога  |
| Шанхайський міжнародний кінофестиваль                   |                                                          |                               |           |
| 2006                                                    | Золотий кубок найкращому актору                          | При усій моїй до вас повазі   | Перемога  |
| Премія Жютра (Квебек, Канада)                           |                                                          |                               |           |
| 2007                                                    | Найкращий актор                                          | Конгорама                     | Перемога  |
| Міжнародний кінофестиваль у Карлових Варах              |                                                          |                               |           |
| 2009                                                    | Найкращий актор                                          | Ангел на морі                 | Перемога  |
| Премія «Магрітт»                                        |                                                          |                               |           |
| 2011                                                    | Найкращий актор                                          | Ангел на морі                 | Номінація |
| 2013                                                    | Найкращий актор                                          | Управління державою           | Перемога  |
| 2014                                                    | Найкращий актор другого плану                            | Гранд Централ. Атомне кохання | Номінація |
| 2015                                                    | Найкращий актор другого плану                            | Марш                          | Номінація |
| 2019                                                    | Найкращий актор                                          | Убивці                        | Номінація |
| Премія «Люм'єр»                                         |                                                          |                               |           |
| 2012                                                    | Найкращий актор                                          | Управління державою           | Номінація |
| Премія Сезар                                            |                                                          |                               |           |
| 2012                                                    | Найкращий актор                                          | Управління державою           | Номінація |
| 2014                                                    | Найкращий актор другого плану                            | Гранд Централ. Атомне кохання | Номінація |
| Кришталевий глобус                                      |                                                          |                               |           |
| 2012                                                    | Найкращий актор                                          | Управління державою           | Номінація |